# Dans murdar
Dirty Dancing (în traducere „Dans murdar“) este un film american de dramă romantică din 1987 regizat de Emile Ardolino după un scenariu scris de Eleanor Bergstein. În rolurile principale interpretează actorii Jennifer Grey și Patrick Swayze. 
Pelicula prezintă povestea unei tinere timide, Baby (Jennifer Grey), care se îndrăgostește de instructorul ei de dans, Jerry Orbach (Patrick Swayze). Partenerul său experimentat o învață să danseze, dar o inițiază și în arta amorului, reușind să-i trezească inocentei Baby nu doar senzații noi, ci și o nouă latură a personalității.
„Dirty Dancing“ nu era menit să aibă succes, proiecțiile de testare fiind adevărate dezastre, dar nu numai că a cucerit criticii de specialitate – obținând premiile Oscar și Globul de Aur la categoria Cel mai bun cântec original („(I’ve Had) The Time of My Life”, interpretat de Bill Medley și Jennifer Warnes) și numeroase premii Grammy –, ci și cinefilii din întreaga lume, având încasări de aproape 214 milioane de dolari la nivel mondial, la o investiție de doar 4,5 milioane dolari, fiind una dintre cele mai profitabile producții cinematografice ale anilor 1980.

## Rezumat
Baby Houseman, o adolescentă de 17 ani, își petrece vacanța în fiecare an într-o tabără de vară la stațiunea Catskills⁠(d) de lângă New York, alături de familia sa. Vacanta pare a fi una obișnuită, până când atenția lui Baby este atrasă de instructorul de dans Johnny Castle. Spionându-l, Baby află că Johnny și Penny, prietena și partenera lui de dans, sunt într-o situație delicată. Penny e total bulversată în momentul în care își dă seama ca este însărcinată, iar după îndelungi ezitări decide să întrerupă sarcina. Pus in situația de a-și găsi o noua parteneră, Johnny acceptă sa o inițieze pe Baby în tainele dansului.
Mișcările senzuale și magia dansului îi conduc pe cei doi într-o furtunoasă poveste de dragoste. Însă tatăl lui Baby, care crede că vinovat de sarcina lui Penny este chiar Johnny, se opune cu vehemență unei relații între cei doi. Johnny și Baby vor trebui să lupte pentru a rămâne parteneri pe ringul de dans, dar și pentru a-și salva dragostea.
Analogie a maturizării, Baby reușește să depășească cu brio diverse probe, pentru ca la final să beneficieze de lozul câștigător al fericirii în doi. Finalul emblematic reprezintă încununarea succesului unei eroine expuse mai multor încercări. Reușita în dans este împlinirea și confirmarea maturizării, în momentul în care Baby se transformă dintr-o adolescentă timidă într-o femeie sigură pe sine.

## Distribuție
- Jennifer Grey - Frances "Baby" Houseman
- Patrick Swayze - Johnny Castle
- Jerry Orbach - Jake Houseman
- Cynthia Rhodes - Penny Johnson
- Jack Weston - Max Kellerman
- Jane Brucker - Lisa Houseman
- Kelly Bishop - Marge Houseman
- Lonny Price - Neil Kellerman
- Max Cantor - Robbie Gould
- Charles Honi Coles - Tito Suarez

## Producție
- Emile Ardolino - regizor
- Linda Gottlieb - producător
- Doro Bachrach - producător
- Peter C. Frank - montaj
- Hilary Rosenfeld - costume
- Mitchell Cannold - producător executiv
- John Morris - coloană sonoră
- Eleanor Bergstein - scenarist
- Clay A. Griffith - decoruri